# Giải Nobel Hòa bình 2009

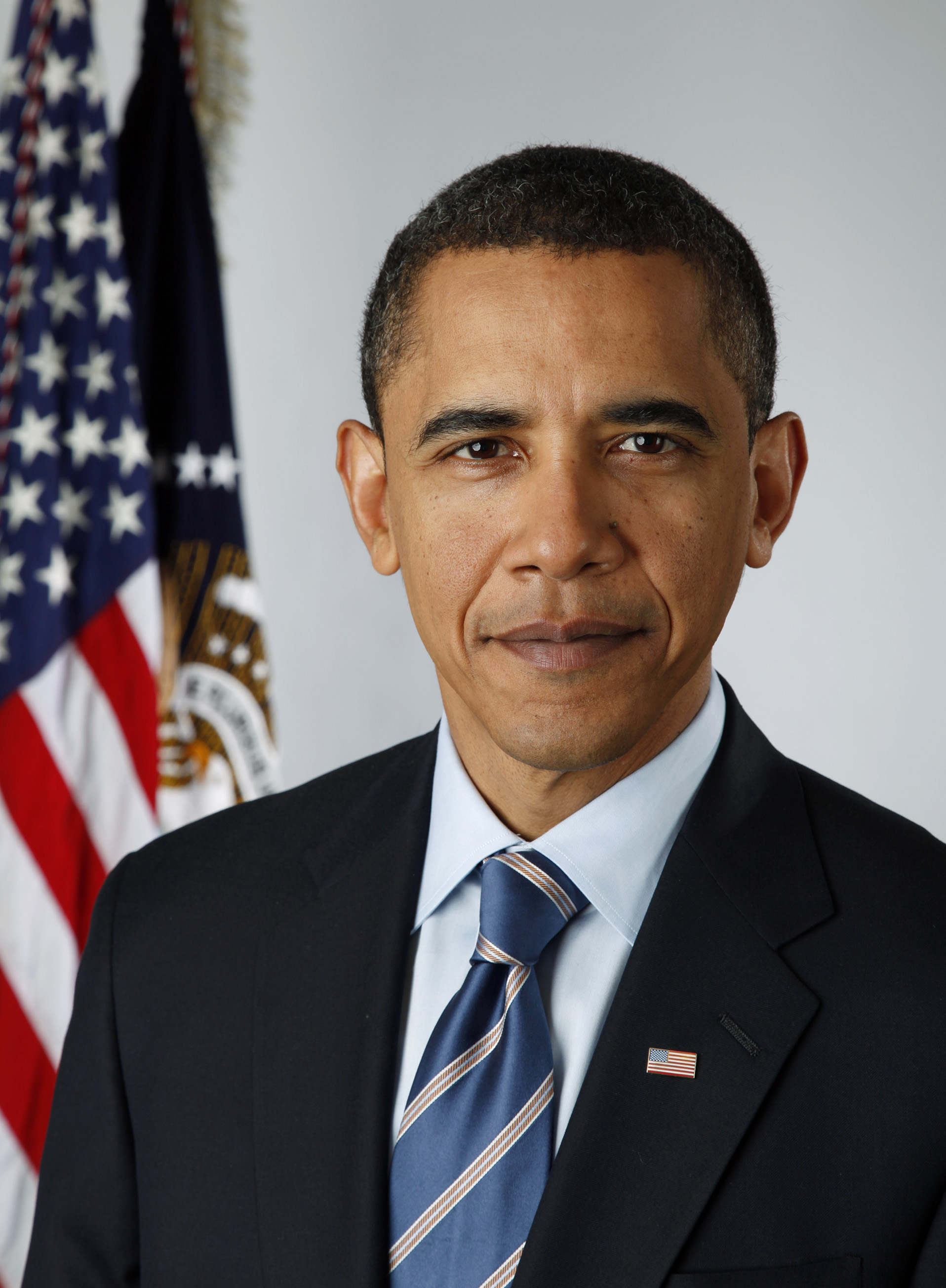
Tổng thống Hoa Kỳ Barack Obama (tháng 1 năm 2009), người nhận Giải Nobel Hòa bình 2009

Giải Nobel Hòa bình năm 2009 được trao cho Tổng thống Hoa Kỳ Barack Obama "cho những nỗ lực phi thường của ông để tăng cường ngoại giao quốc tế và hợp tác giữa các dân tộc." Ủy ban Nobel Na Uy công bố giải thưởng vào ngày 9 tháng 10 năm 2009, trích dẫn xúc tiến của Obama trong khuôn khổ không phổ biến hạt nhân và một "khí hậu mới" trong quan hệ quốc tế do Obama đẩy mạnh, đặc biệt là trong tiếp cận với thế giới Hồi giáo.

## Ban giám khảo bênh vực quyết định trao giải
Các thành viên trong ủy ban của Na Uy, những người quyết định trao tặng giải Nobel Hòa bình cho Tổng thống Obama, mạnh mẽ bênh vực sự lựa chọn của họ chống lại một làn sóng chỉ trích rằng giải thưởng quá hấp tấp và có thể trở thành một gánh nặng cho tổng thống Hoa Kỳ.
Được yêu cầu bình luận về sự náo động tiếp theo lời loan báo ngày 9 tháng 10 năm 2009, bốn thành viên thuộc ủy ban năm người nói với thông tấn xã AP rằng họ đã chờ đợi quyết định sẽ đưa tới cả sự ngạc nhiên lẫn chỉ trích. Ba người trong số họ bác bỏ quan điểm cho rằng ông Obama đã không hoàn thành được bất cứ điều gì để xứng đáng được tặng thưởng, trong khi người thứ tư không chịu trả lời câu hỏi đó. Một thành viên thứ năm đã không trả lời những cú điện thoại yêu cầu bình luận.
"Chúng tôi giản dị không đồng ý với những người nói rằng ông đã không hoàn thành được điều gì," chủ tịch của ủy ban, Thorbjoern Jagland nói với AP ngày 13 tháng năm 2009. "Ông Obama đã nhận được giải thưởng vì những gì ông đã làm." Jagland vạch ra các nỗ lực của Obama nhằm hàn gắn sự chia rẽ giữa phương Tây và thế giới Hồi giáo và giảm bớt một đề nghị thời ông Bush về một lá chắn chống hỏa tiễn ở Châu Âu. "Tất cả những điều này đã đóng góp vào một thế giới ít căng thẳng hơn - tôi không muốn nói là an toàn hơn," ông Jagland nói bằng điện thoại từ thành phố Strasbourg của Pháp, nơi ông đang tham dự những cuộc họp với vai trò tổng thư ký của Hội đồng châu Âu.
Ông nói hầu hết các nhà lãnh đạo thế giới đều ủng hộ việc tặng thưởng và rằng hầu hết sự chỉ trích phát xuất từ giới truyền thông và từ các đối thủ chính trị của ông Obama. Ông nói câu trả lời của ông cũng là sự phán đoán nhất trí của các thành viên trong ủy ban và nói thêm rằng việc tặng thưởng cho ông Obama tuân theo những hướng dẫn đã được Alfred Nobel đặt ra trong di chúc năm 1895 của ông. "Di chúc của ông Alfred Nobel nói rằng giải thưởng sẽ được tặng cho người đã đóng góp nhiều nhất cho sự phát triển hòa bình trong năm trước đó," Jagland nói. "Ai là người đã làm nhiều hơn thế so với ông Barack Obama?"
Trong lời loan báo ngày 9 tháng 10 năm 2009, ủy ban nói việc trao tặng Obama giải hòa bình có thể được coi như một cuộc bỏ phiếu tín nhiệm sớm nhằm xây dựng sự ủng hộ trên toàn cầu cho các chính sách của chính phủ non trẻ của ông. Các thành viên của ủy ban, có khuynh hướng thiên tả, do Nghị viện Na Uy chỉ định, ca ngợi sự thay đổi trong tâm trạng toàn cầu nhờ những lời kêu gọi hòa bình và hợp tác của ông Obama, và ca ngợi những cam kết của ông nhằm giảm bớt kho vũ khí hạt nhân trên thế giới, giảm nhẹ những căng thẳng với thế giới Hồi giáo và củng cố vai trò của Hoa Kỳ trong việc chống lại sự thay đổi khí hậu.
Tuy nhiên, quyết định gây kinh ngạc cho cả những người theo dõi giải Nobel kỳ cựu nhất. Họ không trông đợi ông Obama, người chỉ mới nhậm chức hai tuần lễ trước thời hạn chót để đề cử giải Nobel, vào ngày 1 tháng 2, sẽ được cứu xét một cách nghiêm chỉnh ít nhất tới năm 2010. Việc trao giải thưởng đưa tới sự nhạo báng từ các đối thủ chính trị của ông Obama trong đảng Cộng hòa, và còn gây thắc mắc ngay cả trong số vài thành viên trong đảng Dân chủ của ông Obama, những người tự hỏi vị tổng thống đã làm được gì để xứng đáng với vinh dự này.